# Schizomitrium papillatum
Schizomitrium papillatum là một loài Rêu trong họ Hookeriaceae. Loài này được (Mont.) Sull. mô tả khoa học đầu tiên năm 1859.